# Indigofera declinata
Indigofera declinata är en ärtväxtart som beskrevs av Ernst Meyer. Indigofera declinata ingår i släktet indigosläktet, och familjen ärtväxter. Inga underarter finns listade i Catalogue of Life.